# Menahem di Lonzano
Menahem di Lonzano (hébreu : מנחם בן יהודה די לונזאנו Menahem ben Yehouda di Lonzano) est un rabbin et kabbaliste italien des XVIe et XVIIe siècles (mort à Jérusalem, v. 1608).
Érudit en Massorah et en Midrash, il est l'un des plus anciens immigrants vers la terre d'Israël.

## Éléments biographiques
On ne sait où il naquit, mais on a supposé que c'était en Italie. Selon Jellinek (en), qui a identifié Lonzano avec Longano, un port de Messénie, il venait de Grèce, mais il peut s'agir de Longiano, une ville près de Cesena, appelée Lonzanum en latin. Encore tout enfant, il perdit à la fois son père et sa mère, et toute sa vie, il fut poursuivi par la pauvreté, les soucis et la maladie ( Shete Yadot, p. 81a).
Dans sa jeunesse, il se rendit à Jérusalem et s'y maria, mais la trahison d'un de ses amis, Guedalia Cordovéro, le contraignit à quitter la ville ; il se rendit à Constantinople, où il jouit de l'hospitalité d'un certain Solomon (Ṭobah Tokaḥat, p. 140 et 148).
C'est là aussi qu'il rencontra Samuel de Medina, qu'il qualifie de « maître », et auprès duquel il étudia un certain temps (Conforte,  Ḳore ha-Dorot, p. 44a). De Constantinople, il revint à Jérusalem mais, pour gagner son pain, il fut obligé d'errer en permanence. Dans la vieillesse, à nouveau poussé par la pauvreté, il revint en Italie, après avoir passé au total près de quarante ans de sa vie à Jérusalem. Bien que paralysé des deux pieds et ayant entièrement perdu la vue d'un œil, il prêcha deux fois dans une synagogue italienne et donna à la communauté l'occasion d'admirer sa connaissance peu commune de la littérature midrashique. Une collecte fut faite par la congrégation pour le remercier et lui permettre de retourner à Jérusalem, et une requête fut envoyée à un homme riche pour lui demander une contribution généreuse. Cette lettre (Mortara, n ° 12) a été publiée par David Kaufmann (‘’J. Q. R.’’ VIII. 525 et suiv.). Lonzano mourut dans la banlieue de Jérusalem et y fut enterré (comp.  Shibḥe Yerushalayim, p. 3a ; ’’Ḥibbat Yerushalayim, p. 42b; Luncz, ‘’Jérusalem’’, I. 115).
Lonzano eut trois enfants dont un fils, Adonikam, qui mourut très jeune. Il était le beau-père de l'historien David Conforte («ha Kore-Dorot », l.c.) ; Lonzano de Florence (1716), auteur d'un responsum mentionné dans Shemesh Ẓedaḳah (I, n ° 15, p . 27a), pourrait bien être un de ses descendants (Landshuth, Ammude ha-'Abodah, p. 184).

### Son caractère
En dépit de ses infirmités physiques, Lonzano était un grand batailleur et il ne se contentait pas de défendre avec énergie ses propres conclusions, mais il attaquait aussi et même agressait ses prédécesseurs et ses contemporains. En même temps il avait toujours conscience que leur valeur était autant au-dessus de la sienne que « le ciel est au-dessus de la terre » (Shete Yadot, p. 83). Il attaque l'auteur du commentaire midrashique Mattenat Kehunnah, il attaque Israël ben Moses Najara à cause d'illustrations blasphématoires et d'expressions dans son ’Olat Ḥodesh, il se querelle avec Abraham Monson au sujet de la Cabale de Vital, avec Salomon Norzi au sujet de la Masorah, et avec d'autres encore. On peut facilement comprendre que, tout son esprit étant occupé par la dévotion à la vérité  « à laquelle tous doivent le plus profond respect » (Shete Yadot, p. 81b), Lonzano s'est créé de nombreux ennemis personnels. À un seul égard il semble avoir été en harmonie avec l'esprit de l'époque, et c'était dans son amour pour la Kabbale et son hostilité contre la philosophie.

## Œuvres
Le premier ouvrage de Lonzano, composé et imprimé dans sa jeunesse, probablement à Constantinople vers1572, contient « Derek Ḥayyim », un poème moral de 315 vers ; Pizmonim u-Baḳḳashot, des hymnes et des prières ; et Abodat Miḳdash, une description poétique du sacrifice quotidien dans le Temple (comp. Steinschneider, ‘’Cat. Bodl’’. col. 1728).
Il a écrit des commentaires pour la plupart de ses poèmes ; ce qui, en effet, était souvent nécessaire à cause de l'obscurité de ses vers, surtout quand il y a un sens cabalistique dans le contenu et s'il emploie la terminologie cabalistique. Il indique généralement les mètres des piyyuṭim, dont beaucoup ont été créés sur des mélodies arabes parce que celles-ci, pensait l'auteur, étaient mieux adaptées, à cause de leur mélancolie, pour susciter des sentiments de dévotion et d'humilité (‘’Shete Yadot’’, p. 65b), ou, comme il dit plus loin sur dans le même ouvrage (p. 142a), parce qu'elles ont un ton plus solennel que toutes les autres. Il est bien conscient du fait que des autorités considérables n'approuvent pas cette utilisation de mélodies étrangères pour les hymnes religieux, mais il ne partage pas cet avis, alors qu'il s'oppose vigoureusement à la pratique d'imiter le son de mots étrangers au moyen d'assonances hébraïques. Il condamne, par exemple, « Shem Nora », qui imite le titre de la chanson italienne « Seniora » ; et il s'est senti contraint de déclarer solennellement devant Dieu et devant Israël qu'il n'a utilisé des termes étrangers que dans l'intention de louer le Seigneur et non pour des fins profanes ou frivoles (ib. p. 122a).
Très intéressant du point de vue de l'histoire littéraire est le passage de Shete Yadot (p. 137b) dans lequel il cite les payyeṭanim qu'il a préférés. Le poème religieux qu'il trouve bon est celui qui le remplirait de joie et d'allégresse en même temps qu'il le ferait aussi pleurer ; cela briserait l'orgueil de son cœur et lui inspirerait de l'amour pour Dieu (cf. Sachs, Die Religiöse Poesie der Juden in Spanien, p. 257). Bien que ses propres poèmes ne montrassent que peu de goût ou de beauté, les cabalistes aimaient à les citer et certains de ses piyyuṭim sont entrés dans le Maḥzor séfarade (cf. Maḥzor Sefarad pour Shalosh Regalim, éd. Vienna, 1836, pp 21-22 ; Reubens, Catalogue Ḥesheḳ Shelomoh, p. 83, No. 573, Amsterdam, 1857; Landshuth, Ammude ha-'Abodah, p. 181).

### Liste des œuvres
1. Or Torah, études massorétiques et corrections du texte massorétique du Pentateuque. Pour ce travail, il a utilisé de vieux manuscrits du Pentateuque, d'où il a pris tout un matériel précieux qui ne se trouvait pas dans d'autres sources. Il possédait quelques midrashim non imprimés et de grande valeur, parmi lesquels il y en avait que même l'auteur du 'Aruk et du Yalkut n'avait jamais vus. Pour l'aider à rassembler sa splendide bibliothèque ses amis écrivaient aux communautés de Jérusalem, d'Alep et de Damas, et obtenaient des livres de ces villes. Un exemple de l'esprit scientifique de Lonzano se trouve dans le passage où il dit : «J'ai fait cette correction en m'appuyant sur dix manuscrits ou davantage, dont pas un ne pourrait être copié [aujourd'hui] pour 100 ducats, et dont certains ont plus de cinq ou six cents ans, à savoir: la Massoret Seyag la-Torah de Meïr ben Todros ha-Levi Aboulafia (un manuscrit de la Masorah), le Ḳiryat Sefer de Meïri, le Eṭ Sofer de David Ḳimḥi, le Shemen Sassoun, et plusieurs autres. Par conséquent, si quelqu'un est dans le doute quant à la lecture d'un passage de la Bible, avec l'aide de Dieu je résoudrai sa perplexité, surtout si je suis chez moi. » Lonzano ne pouvait pas supporter l'idée que ce matériel scientifique restât en friche ou qu'il pût périr avec lui. Il décida donc de publier le livre, même au prix de cent ducats pour l'impression, alors qu'il était bien conscient qu'il agissait de façon cruelle envers sa famille : elle était dans le besoin, à Jérusalem, et il ne pourrait pas lui envoyer de l'argent. Or Torah fut par la suite publié séparément (à Amsterdam, 1659, à Hambourg en 1738, à Berlin, 1745; à Zolkiev, 1747; voir Benjacob, Ozar ha-Sefarim, p. 28).
2. Ma'arik, explication par ordre alphabétique des mots étrangers dans le Talmud, les Midrashim, et le Zohar. La connaissance de l'arabe et du grec, qu'il avait acquise au cours de ses pénibles voyages, s'est avérée d'une grande utilité dans ses recherches philosophiques. Dans l'introduction à cette partie, il parle, non sans humour, de sa nouvelle méthode de traiter ces mots empruntés et comment il en est venu à l'adopter. C'est ainsi que Lonzano a vraiment réintroduit dans la lexicographie l'esprit rationnel et scientifique des anciens philologues classique judéo-arabes, en dépit de l'opposition de ses contemporains et contre l'autorité des maîtres anciens et reconnus, voire de l'auteur du «Aruk ». Le résumé du Ma'arik de Philippe d'Aquin, l'auteur du lexique Ma'arik ha-Ma'areket (Paris, 1629), comme l'ensemble de l'ouvrage Shete Yadot, est aussi précieux que rare. Il a été publié à l'époque moderne par A. Jellinek (Leipzig, 1853), et est imprimé dans l'édition de Lemberg du 'Aruk de Nathan ben Yehiel de Rome sous le titre Sefarim arba'a Niftaḥim (1857).
3. Le «Abodat Mikdash et
4. Les Derek Ḥayyim sont des réimpressions, avec des ajouts, de son premier ouvrage mentionné ci-dessus ; le «Abodat Mikdash a été publié également par Juda Perez dans sa collection Sha'are Raḥamim (Venise, 1710), par Jacob Emden (Livourne, 1767), par Azriel de Vilna (Fürth, 1726), et à Venise à la fin du XVIe siècle (voir Fürst, Bibl. Jud. II. 256; Zedner, Cat. Hebr. Books Brit. Mus., p. 528).
5. Les Ṭobah Tokaḥat, poèmes didactiques, écrits chez Solomon, son patron à Constantinople. Ils sont en grande partie empruntés à un recueil de courts proverbes moraux, intitulé Sefer Toẓe'ot Ḥayyim et dû à un certain Moïse ben Nathanaël ibn Solomon.

La deuxième partie du Yadot Shete, appelée Yad ha-Melek et aussi divisée en cinq «doigts», rassemble des œuvres midrashiques anciennes, dont certaines paraissaient ici pour la première fois, tandis que d'autres offraient des textes plus complets et plus corrects que tout ce que l'on avait connu auparavant. Manquant d'argent, Lonzano lui-même ne put imprimer que: (1) Haggadat Bereshit; appartenant aux quatre « doigts » restants du Yad ha-Melek, (2) Midrash Agur publié, selon Benjacob (Oẓar ha-Sefarim, p. 299), en 1626, à Safed ou Kefar 'Ain Zeitun ; mais Steinschneider (Cat. Bodl col. 1778) conteste qu'il ait jamais paru sous forme imprimée. Les trois autres « doigts » n'existent qu’en manuscrit : (3) Tanna debe Eliyahu; (4) Abot de-Rabbi Natan, Masseket Derek Ereẓ, Otiyyot de R. Akiba, (5) Sefer ha-Tashlumin, qui contient les parties restantes du Genesis Rabbah, et des suppléments au Midrash Yelammedenu, Sifra, Sifre, et Tanḥuma.

## Sources
- (en) Cet article est partiellement ou en totalité issu de l’article de Wikipédia en anglais intitulé « Menahem Lonzano » (voir la liste des auteurs).
- Cet article contient des extraits de l'article « LONZANO, MENAHEM BEN JUDAH BEN MENAHEM DE » par Solomon Schechter & Max Schloessinger de la Jewish Encyclopedia de 1901–1906 dont le contenu se trouve dans le domaine public.